# Хрвоє Вукчич Хрватинич

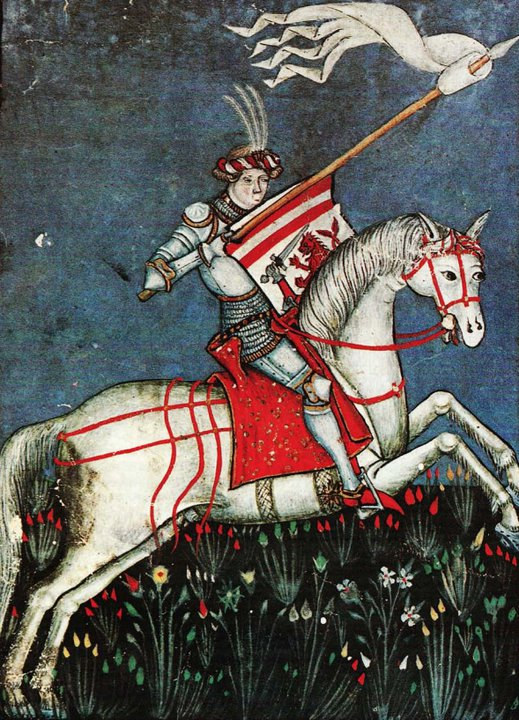
Хрвоє Вукчич Хрватинич

Герб роду Хрватиничів

Хрвоє Вукчич Хрватинич (хорв. Hrvoje Vukčić Hrvatinić; нар. бл. 1350 у Которі — †1416) — великий воєвода босанський, князь Нижніх країв, хорватський бан, герцог Сплітський.

## Життєпис
Хрвоє Хрватинич був найстаршим сином воєводи Вукаця зі шляхетного роду Хрватиничів. Імовірно, матір'ю Хрвоє була Катарина, сестра босанського бана Степана ІІ Котроманича.
Уперше Хрвоє згадується у грамоті 1376 року як князь і васал хорватського-угорського короля Лайоша І. 1380 року король Твртко I Котроманич надав йому титул великого воєводи. Після смерті Лайоша І Хрвоє Хрватинич брав участь у династичній боротьбі проти Сигізмунда I Люксембурга на боці Владислава Неапольського, який 1391 року надав Хрватиничу в управління Далмацію і Хорватію.
Був одружений з Єленою Неліпчич, майбутньою босанською королевою.
Після вступу на хорватсько-угорський престол (1403 р.) Владислав Неапольський призначив Хрватинича намісником Хорватії, Далмації і Врбаської бановини, іменував герцогом Сплітським, подарувавши йому острови Брач, Хвар і Корчулу.
Під час свого князювання Хрвоє карбував власну монету. «На славу князя Хрвоє, Сплітського воєводи і правителя Країв Нижніх та інших» «християнин Хвал» створив глаголичний ілюстрований «Хвалів збірник» — християнський рукопис, що складається з Нового заповіту, Давидових псалмів та апокрифічних текстів.
Хрватинич брав участь у скиненні з престолу короля Остоя і виборах нового босанського короля Твртка ІІ Твртковича (1404 р.). Був одним із організаторів повстання проти угорського короля Сигізмунда I Люксембурга, після поразки босанського війська біля Добору перейшов на його бік, зберігши при цьому всі свої титули й маєтності. Але перемога угорців у Боснії підірвала могутність Хрватинича. Іще більше зашкодило йому повторне обрання Остоя королем. Після численних конфліктів Сигізмунд забрав у Хрвоє Сану, острови і Спліт. Хрвоє попросив допомоги у незадоволених угорським пануванням босанських шляхтичів і османців. Угорсько-хорватська королівська армія зазнала поразки у битві на Лашві 10 серпня 1415 р., що стало початком османської експансії у Боснію.
Наступного 1416 р. князь Хрвоє помер.